# Андріс Вілцанс
Вілцанс Андріс (латис. Andris Vilcāns; 16 березня 1957) — латвійський дипломат. Надзвичайний та Повноважний Посол Латвійської Республіки в Україні

## Біографія
Народився у 1957 р. в м.Рига. У 1990 закінчив Інститут мікробіології АН Латвії; Володіє англійською, німецькою та російською мовами.
З 1990 по 1991 — голова міжнародних зв'язків підкомітету молодіжної політики Верховної Ради СРСР;
З 1991 по 1992 — співробітник політичного департаменту МЗС Латвії;
З 1992 по 1994 — завідувач відділу МЗС Латвії;
З 1994 по 1999 — Надзвичайний і Повноважний Посол Латвійської Республіки в Республіці Узбекистан;
З 1999 — Надзвичайний і Повноважний Посол Латвійської Республіки в Киргизькій Республіці;
З 1999 по 2000 — Генеральний інспектор МЗС Латвії;
З 2000 по 2001 — Надзвичайний і Повноважний Посол Латвійської Республіки в Арабській Республіці Єгипет;
З 2001 по 2007 — Надзвичайний та Повноважний Посол Латвійської Республіки в Україні.